# Partiels (Grisey)
Partiels (1975) és una obra espectral per a 18 músics de Gérard Grisey. És una de les obres més emblemàtiques de l'escola espectral que va néixer als anys 70. Es va estrenar a París el 4 de març del 1976, interpretada per l'ensemble L'Itinéraire i dirigida per Boris de Vinogradov.
L'obra es basa en el fenomen acústic de l'espectre sonor. Grisey construeix la peça analitzant els harmònics que es produeixen al tocar-se un Mi 1 al trombó mitjançant un espectrograma electrònic.

## Instrumentació[2]
- 2 Flautes (1º també Piccolo i Flauta en sol; 2º també Piccolo)
- 1 Oboè/Corn Anglès
- 2 Clarinets en Sib (1º també Clarinet en Mib; 2º també Clarinet en La)
- 1 Clarinet baix en Sib/Clarinet contrabaix en Sib
- 2 Trompes
- 1 Trombó tenor complet (amb sordines Plunger, Bol (Robinson), Wawa i Velvet)
- 1 Acordió amb baixos cromàtics o orgue elèctric
- 2 Percussions (Vibràfon, Glockenspiel, Gong tailandès, Tam-tam greu, Címbal agut, Plats de xoc, 3 Caixes, 2 Tambors militars amb 2 alçades diferents, Tom mitjà, Tom baix, Tom contrabaix, Bombo greu, Tambor de fusta, Tambor "Lion's Roar")
- 2 Violins
- 2 Violes
- 1 Violoncel
- 1 Contrabaix

## Tècnica compositiva
Grisey s'inspira en l'espectre harmònic per fer aquesta obra. Tot el so produït naturalment (és a dir, no creat electrònicament) són ones sonores complexes, i les ones complexes són una suma de ones simples (so pur) segons el Teorema de Fourier.
El compositor utilitza la síntesi orquestral per a construir l'obra. Empra els diversos timbres dels instruments per enriquir el so d'una fonamental d'un instrument. Partint d'un so base i dilatant el temps, produeix una estructura harmònica rigorosa amb el fenomen físic substituint els harmònics que produeix aquest so per notes d'altres timbres instrumentals per tal de crear una metàfora de color harmònica i tímbrica.
Aquest procés s'origina de la síntesi additiva, procés en el qual es transforma el timbre d'un so mitjançant l'addició de sons purs. Tanmateix, la síntesi orquestral té un resultat molt diferent al de l'additiva, perquè quan es substitueix el so pur per una nota d'un instrument (so complex) s'afegeix l'espectre harmònic complet d'aquesta nota.
En el cas de Partiels, el so fonamental "base" és la nota Mi 1 (82.4 Hz) que toca el trombó. Seguidament, els altres instruments intervenen de tal manera que imiten els harmònics produïts per aquest so inicial a nivell de freqüència (alçada) i temporalitat, emfatitzant una o una altra nota mitjançant la dinàmica, l'atac, el moviment i la difèrencia d'intensitat.

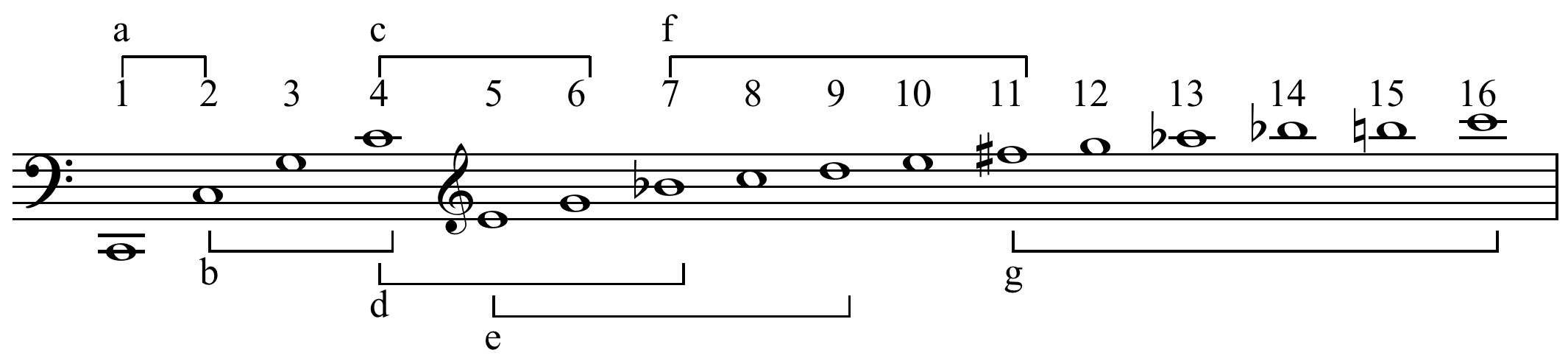
Sèrie harmònica de Do 1.

| «                                                                                         | Nombroses seqüències de Partiels anuncien una tècnica nova: la síntesi instrumental. Anàloga a la síntesi additiva emprada als programes de la música electrònica digital, aquesta escriptura utilitza l'instrument (micro-síntesi) per a exprimir els diferents components de so i per a elaborar una forma sonora global (macro-síntesi). Amb aquest tractament, sembla com si, a la nostra percepció, les diferents fonts instrumentals desapareguessin en benefici d'un timbre sintètic totalment inventat. Aquestes diverses fusions permeten articular i organitzar tota una gama de timbres des dels espectres harmònics fins al soroll blanc, passant per diversos espectres dels parcials harmònics. | » |
| — Gérard Grisey, Nota de programa de "Partiels" (http://brahms.ircam.fr/works/work/8966/) | |   |

### Anàlisi Formal
Metafòricament, l'obra es pot explicar amb el ritme respiratori triple: inhalació, exhalació i repòs. Partiels té tres processos complets i un quart que acaba al següent moviment, Modulations. El procés de inhalació porta a la inharmonicitat i irregularitat rítmica; l'exhalació, en canvi, porta a l'harmonicitat i a la periodicitat; i, per tant, el repòs és el moment més harmònic i periòdic.
| Nº Episodi | Nº Assaig | Fase            | Procés                                           | Resum |
| ---------- | --------- | --------------- | ------------------------------------------------ | --- |
| Episodi 1  | 1-12      | Inhalació       | Procés gradual: harmonicitat --> inharmonicitat. | Als primers acords, les notes de la sèrie harmònica estan en ordre, i per tant, són harmònics. A partir del sisè acord, es va modificant aquest ordre per a obtenir un resultat cada cop més inharmònic. |
| Episodi 1  | 12-22     | Exhalació Repòs | Procés gradual: inharmonicitat --> harmonicitat  | S'introdueix amb un acord dens als baixos. A partir del 14, altures generatives comencen a ascendir en forma d'ona sonora irregular. El repòs arriba al nº 22.                                           |
| Episodi 2  | 23-27     | Inhalació       | Harmonicitat --> Inharmonicitat                  | Heterofonia que augmenta en velocitat, densitat tímbrica i intensitat per a incrementar la inharmonicitat.                                                                                               |
| Episodi 2  | 27-33     | Exhalació Repòs | Inharmonicitat --> Harmonicitat                  | Síntesi de subtracció. Es comença amb tots els harmònics i s'hi van afegint filtres fins a aconseguir el timbre buscat.                                                                                  |
| Episodi 3  | 34-40     | Inhalació       | Harmonicitat --> Inharmonicitat                  | Síntesi additiva. Desenvolupament del motiu del duet de flautes per a desordenar la sèrie i expandir la tímbrica i la dinàmica.                                                                          |
| Episodi 3  | 41        | Ruptura         | Contrast                                         | Tall amb la secció anterior. Trenca amb el present. Semblança de gest, dinàmica, registre i durada amb el passat.                                                                                        |
| Episodi 3  | 42-46     | Exhalació Repòs | Inharmonicitat --> Harmonicitat                  | Ritme homòfonic que es transforma en aperiodic gradualment al separar-se de fase els instruments que produeixen l'acord.                                                                                 |
| Episodi 4  | 47-       | Inhalació       | Harmonicitat --> Inharmonicitat                  | Alguns parcials desapareixen de l'espectre. Els parcials més greus es mantenen, movent-se amb lents glissandi, produint un cluster conjunt.                                                              |